# روبرت روش
روبرت روش (بالإنجليزية: Robert Roche)‏ هو شخصية أعمال أمريكي، ولد في 7 ديسمبر 1962.